# Луценко Микола Миколайович
Мико́ла Микола́йович Луце́нко (нар. 1 червня 1954, село Качанівка, Чернігівська область, Україна) — український радіо- і телеведучий, актор.

## Життєпис
Освіту здобув у Київському технікумі громадського харчування та Київському національному університеті театру, кіно і телебачення імені Івана Карпенка-Карого.
Працює в Театрі юного глядача. У вільний час знімається у кліпах популярних виконавців. У ролі директора кінофестивалю знімався у голландського режисера Йоса Стеллінга у фільмі «Душка», який був номінований на Оскар.
Микола є ведучим програми «Миколина погода» на телеканалі «ICTV» (з 1996 року), працював на радіо «Ретро FM» (2007—2020), а з 9 червня 2025 року — ведучий рубриці «Миколина погода» у програмі «Ранок у великому місті» на телеканалі ICTV2. Також займається дубляжем українською мовою. Зокрема, у франшизі «Панда Кунг-фу» дублював Татка Селезня, а у мультфільмі «Рататуй» — щура Джанго, брата головного героя Ремі.

## Дублювання та озвучення
- Літаючий будинок — (дубляж телекомпанії «НСТУ»)
- Динозаври — (багатоголосе закадрове озвучення телеканалу «ICTV»)
- Коти-нишпорки — всі ролі (одноголосе закадрове озвучення телеканалу «ICTV»)
- Зачарована — Натаніель (старий дубляж компанії «Невафільм Україна»)
- Рататуй — Джанго (дубляж компанії «Невафільм Україна»)
- Вінні Пух (збірка мультфільмів) — Кролик (дубляж компанії «Невафільм Україна» і студії «Le Doyen»)
- Аліса в країні чудес — Капелюшник (дубляж студії «Le Doyen»)
- Красуня і чудовисько — (дубляж студії «Le Doyen»)
- Крістофер Робін — Кролик (дубляж студії «Le Doyen»)
- Панда Кунг-фу (4 частини) — Татко Селезень Пан Пін (дубляж студії «Постмодерн»)
- Вбивство у «Східному експресі» — Ейнсворт (дубляж студії «Постмодерн»)
- Сімпсони у кіно — Гомер Сімпсон (дубляж студії «Постмодерн»\"Central Production International Group")
- Дика природа — (дубляж студії «AdiozProduction Studio»)
- Душка — керівник фестивалю (дубляж)

## Фрази від Миколи Луценка
| «Нехай проблеми та незгоди не роблять Вам в житті погоди, хай Вам щастить і будьте здорові» |
| «Кожен день — це щастя. І кожен день без винятку потрібно любити, адже вони так швидко закінчуються. Тоді життя буде кращим» |